# Paseo por el amor y la muerte
Paseo por el amor y la muerte (A Walk with Love and Death) es una película estadounidense de 1969 dirigida por John Huston y basada en la novela homónima de Hans Koning, publicada en 1961. Supuso el debut cinematográfico de Anjelica Huston, hija del propio director.

## Argumento
En 1358, durante la Guerra de los Cien Años, un joven francés emprende un viaje por su país, teniendo como meta llegar al mar. En su viaje es testigo del caos, la muerte y la hambruna que diezma la sociedad. Señores feudales en guerras sin otra causa que hacer la guerra, y campesinos que empiezan a formar ejércitos. Los campos asolados por salteadores y señores de la guerra. Pero entre tanta muerte y desolación, se encuentra con la hija de un señor feudal, que será como una luz en su oscura vida. En un trágico final la pareja aguarda la muerte, extrañamente felices, aguardando serenamente su hora.

## Contexto
Algunos críticos postmodernos dijeron que, aunque ambientada en el medievo, la película era un espejo del año en la que fue rodada, 1968, y que era una metáfora de la Guerra de Vietnam y del Mayo del 68. Análisis recientes de la novela y la película a cargo de Peter G. Christensen lo desmienten.
En el film debutaron dos jóvenes actores: Anjelica Huston. y Assi Dayan. John Huston hace un breve papel como un violento noble.
Rodado en paisajes de Italia y Austria, elfilm no tuvo éxito en taquilla.
Fue la película favorita del gran actor español Ángel de Andrés López